# Шатору (округ)
Шатору (фр. Châteauroux) — округ (фр. Arrondissement) во Франции, один из округов в регионе Центр. Департамент округа — Эндр. Супрефектура — Шатору.
Население округа на 2006 год составляло 130 283 человек. Плотность населения составляет 52 чел./км². Площадь округа составляет всего 2524 км².